# Алшымбаев, Зейнулла Утежанович
Зейнулла Утежанович Алшымбаев (1 января 1948, село Жармыш, Мангистауский район, Мангистауская область, Казахская ССР, СССР) — казахский государственный и общественный деятель.

## Биография
Родился в 1948 году в Мангистауской области, Мангистауском районе, селе Жармыш.
Отец — Алшимбаев Утежан (1922 г.р.), работал секретарем Мангистауского райкома партии, заместитель председателя Новоузеньского горисполкома, в н/в — председатель Жанаозеньского городского совета ветеранов. Кавалер Ордена «Знак Почёта» и медали.
В 1965 году окончил 11-летнюю школу Тучикудука.
С 1966 по 1970 годы окончил Казахский сельскохозяйственный институт по специальности «Экономист по планированию промышленности».
С 1983 по 1987 годы окончил Алма-Атинскую высшую партийную школу по специальности «Политолог».
С 1992 по 1993 годы окончил Массачусетский технологический институт по специальности «Бизнес-менеджер».

## Трудовая деятельность
1965 годы — Электрик-ремонтник ТЭЦ г. Актау
С 1970 по 1973 годы — Инженер-экономист, руководитель группы планировании сметы управления «Узеньмунайгаз»
С 1973 по 1980 годы — Возглавлял комсомольские молодежные организации Мангышлакской области
С 1981 по 1991 годы — Работал в партийных органах Мангистауской области
С 1987 по 1990 годы — Ответственный организатор сектора Сибири и Дальнего Востока отдела организационно-партийной работы центрального комитета коммунистической партии Советского союза
С 1990 по 1991 годы — Второй секретарь обкома Мангистауской области, президент Фонда свободной экономической зоны
С 1991 по 1992 годы — Заместитель акима по реформированию народного хозяйства, курирующим экономические реформы по Мангистауской области
С 1993 по 2004 годы — Директор по инвестициям, Вице-президент компании «Англо-Датч Петролеум Интернэшнл» г. Хьюстон, США
В 2004 году Менеджер по взаимодействию с Парламентом Республики Казахстан и центральными органами власти компании «Аджип».

## Прочие должности
С 2005 года — Член координационного совета РК
С 2007 года — Член правления Национальная экономическая палата Казахстана "Союз «Атамекен»
С 2005 по 2007 годы — Член совета предпринимателей при Президенте Республики Казахстан
С 2006 по 2007 годы — Сопредседатель Демократической партии «Әділет»

## Выборные должности, депутатство
С 2004 по 2007 годы — Депутат Мажилиса Парламента Республики Казахстан ІІI созыва, от избирательного округа № 51 Мангистауской области, член Комитета по международным делам, обороне и безопасности Мажилиса Парламента Республики Казахстан
С 2007 по 2011 годы — Депутат Мажилиса Парламента Республики Казахстан IV созыва, член Комитета по законодательству и судебно-правовой реформе (2007—2009), член Комитета по международным делам, обороне и безопасности (09.2009-16.11.2011)

## Награды и звания
- Награждён Почётной грамотой Верховного Совета Казахской ССР
- Награждён Орденом «Знак Почёта» (СССР) и «Курмет» (2006) Республики Казахстан.[1]
- Золотая медаль «100 лет Казахстанской нефти» (1999)
- Медаль «50 лет Целине» (2004)
- Медаль «10 лет Парламенту Республики Казахстан» (2005)
- Медаль «10 лет Конституции Республики Казахстан» (2005)
- Медаль «10 лет Астане» (2008)
- Медаль «20 лет вывода советских войск из Демократической Республики Афганистан» (2008)
- Медаль «20 лет независимости Республики Казахстан» (2011)
- Награждён благодарственным письмом Президента Республики Казахстан (2016)
- Почётный гражданин Мангистауской области, города Жанаозен и.др.
- 2021 (2 декабря) — Орден «Парасат»;[2]